# Анна Нічман
Анна Карітас Нічман (англ. Anna Caritas Nitschmann, 24 листопада 1715, Кунін, Моравія — 21 травня 1760, Геррнгут, Лужиця) — чесько-німецька місіонерка (Missionarin) моравської церкви та лірична поетеса (авторка гімнів). У ранніх морав Анна Нічман була відома як selige Juengerin, блаженна учениця, руйнуючи сумніви в тому, що може зробити молода людина селянського походження, а надто жінка, у релігійному служінні.
З дитинства проявляючи лідерські якості серед жінок, Анна Нічман з 14 років і більшу частину життя прослужила головною старійшиною (Chief Eldress) оновленої моравської церкви, де її обов'язки полягали в духовному наставництві і порадництві для жінок-членкинь зборів. Обрана жеребкуванням, вона відстояла свою місію перед очільником нової моравської цервки, графом Цінцендорфом, що переконував її відмовитися від призначення, і вступила на посаду в 1729 році.
Батька й старшого брата Анни Нічман ув'язнили за віру в Моравії, у 1725 вони втекли до маєтку Цінцендорфів (Геррнгут), приєднавшись до розміщених в ньому залишків моравської громади. У 1727 громаду охопили розбіжності, що завершилися духовним пробудженням 13 серпня 1727 року з причастям, покаянням та відновленням стосунків і початком цілодобових молитовних зборів, що тривали понад 100 років. Серпневе пробудження сильно вплинуло на 12-річну Нічман («Спочатку навернись сам, а потім говори зі мною»), і вона присвятила своє життя служінню, відразу ж почавши організовувати молодих жінок громади в своєрідний клуб для богослужінь. Ця діяльність привернула увагу керівництва громади, і Нічман висунули на посаду старшої старійшини. Вже через шість тижнів після обрання Нічман спонукала 18 «самотніх сестер» (Single Sisters) безшлюбно присвятити себе служінню. Група «Сестер-одиначок» зростала в наступні десятиліття, забезпечуючи церкві потік місіонерок.
Пізніше Нічман як мандрівна місіонерка стала частиною «конгрегації паломників», групи духовних штурмовиків, готових вирушати з просвітництвом куди завгодно. Подорожувала з місією багатьма країнами, навіть до Америки, де брала участь у заснуванні Вифлеєму та Назарету, штат Пенсільванія, і ефективно служила серед жінок різних індіанських груп. Потім повернулася до Європи, щоб відновити роботу серед моравських громад.
До смерті Анни Нічман у 1760 році морави відправили 226 місіонерів і охрестили понад 3000 новонавернених.

### Літературна діяльність
В епоху, коли жінок не розглядали як авторок гімнів, Анна Нічман написала понад 30 гімнів, опублікованих в Moravians’ German hymnal. Гімни Нічман виконували і 250 років потому.
|  | Коли вона говорила, молилася чи співала, до неї відкривалися всі серця. (зі слів сучасника) |

27 червня 1757 року 41-річна Нічман, маючи за плечима дві відкинуті шлюбні пропозиції, погодилася на шлюб з овдовілим графом Ніколаусом Людвігом Цінцендорфом (який і відмовляв її дитиною від керування церквою).
Померла 21 травня 1760 року у віці 45 років. Похована в Геррнгуті, Німеччина.